# Emstek
Emstek est une ville allemande située en Basse-Saxe, dans l'arrondissement de Cloppenburg.

## Géographie

### Situation
La ville d'Emstek est située au bord de la Soeste (de) dans le Münsterland oldenbourgeois à 8 km à l'est de Cloppenburg. Le territoire communal est délimité au nord-est par la Lethe (de) qui traverse à cet endroit la réserve naturelle des étangs piscicoles d'Alhorn (de). La partie nord de la commune d'Emstek fait partie du parc naturel Wildeshauser Geest (de).

### Répartition de la commune
La commune est composée de 8 villages, appelées autrefois « paysanneries » :
- Bühren
- Drantum
- Emstek
- Garthe
- Halen
- Höltinghausen
- Hoheging
- Westeremstek

Le plus gros village est celui d'Emstek, suivi de Höltinghausen, Halen et Bühren.

## Histoire
Le village d'Emstek et plusieurs autres aux alentours ont été mentionnés pour la première fois en 947, dans un titre de donation avec les noms suivants Emphstece, Burae, Selisbura, driontheim. La localité de Halen est date de 890, localité à travers laquelle s'est formée celle de Höltinghausen. Hoheging a été fondée en tant que colonie en 1910 et Westeremstek a été mentionnée pour la première fois sur un acte en 1259. Par contre, le village d'Egterholz avait déjà été mentionné comme étant une partie de la commune d'Emstek sur des actes écrits en 872.

### Évolution du nom
- 947 : Emphstece
- 1014 : Emstecki
- 1159 : Emstice
- 1218 : Emestecke
- 1350 : Emesticke
- 1696 : Emstecke

« Emp » signifie « lieu au bord de la rivière ». La Soeste prend sa source dans la commune de Garthe, d'où la signification du nom d'Emstek.

### Appartenance politique
- jusqu'en 1252 : Emstek fait partie du Comté de Calvelage (de)
- à partir de 1252 : Emstek fait partie de la principauté épiscopale de Münster
- à partir de 1803/1815 : Emstek fait partie du duché d'Oldenbourg et est affecté à la juridiction de Cloppenburg.

## Religions

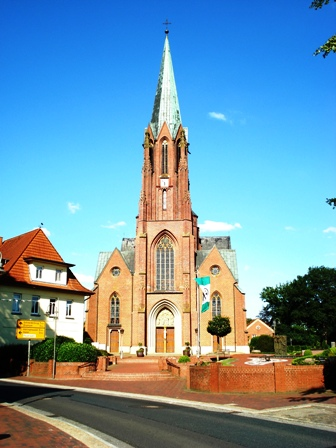
Église Sankt Margaretha à Emstek en juin 2011

### Religion Catholique
- Église Saint Aloys (Sankt Aloysius Kirche), Höltinghausen
- Église Saint Jean (Sankt Johannes Kirche), Bühren
- Église Sainte Marguerite (Sankt Margaretha Kirche), Emstek
- Église Sainte Marie (Sankt Marien Kirche), Halen
- Église Sainte Marie (Sankt Marien Kirche), Hoheging

### Religion protestante
- Église Saint-Laurent (Sankt Laurentius Kirche), Emstek : Les habitants protestants Luthériens des communes de  Cappeln et d'Emstek ont été regroupés en une seule paroisse protestante luthérienne de Emstek-Cappeln. Les paroissiens de Cappeln se rassemblent dans l'église Saint-Martin, et ceux d'Emstek se rassemblent dans l'église Saint-Laurent (Sankt Laurentius Kirche). La paroisse Emstek-Cappeln fait partie de l'église du Land d'Oldenbourg.

### Autre religion
- Association des Chrétiens évangélistes libres

## Politique

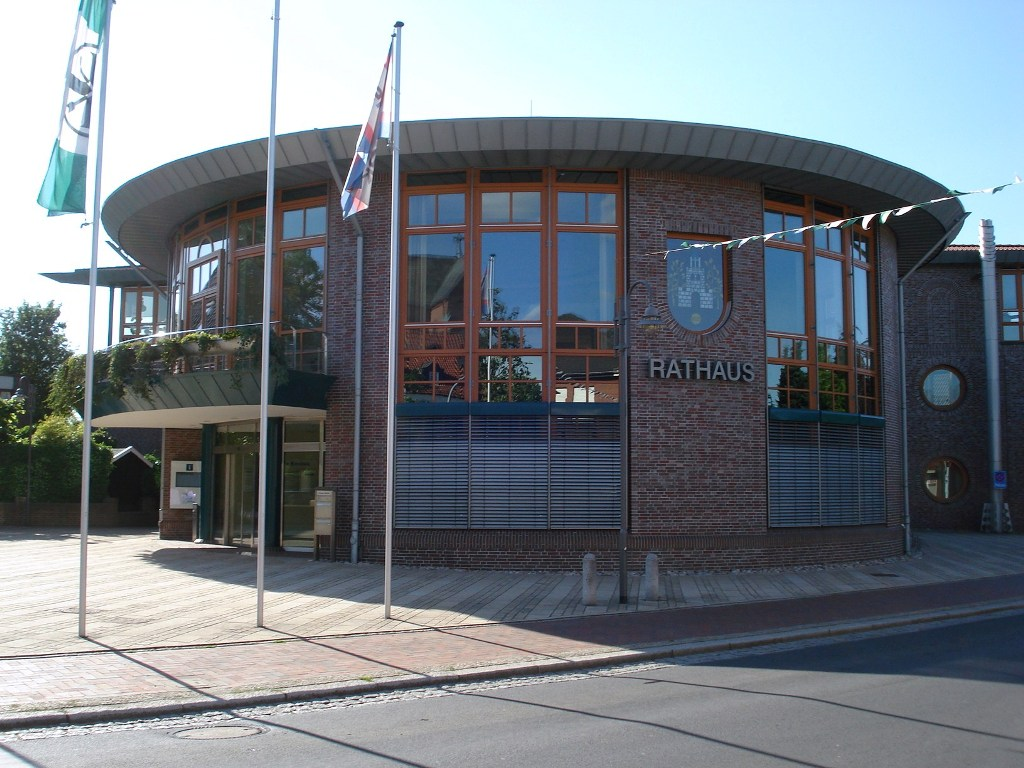
Mairie d'Emstek juin 2011

### Conseil municipal
Emstek est considérée comme étant la commune allemande qui détient le plus gros pourcentage électoral pour le parti du CDU, environ 90 %.
| Parti         | 10. septembre 2006 | 10. septembre 2006 | 10. septembre 2006 | 2001      |
| CDU           | 87,8 %             | 11.177             | 24 sièges          | 24 sièges |
| SPD           | 7,7 %              | 985                | 2 sièges           | 2 sièges  |
| FDP           | 4,6 %              | 587                | 1 siège            | –         |
| Participation |                    |                    |                    |           |
| 53,2 %        | 53,2 %             | 53,2 %             | 62,5 %             |           |

Le premier maire titulaire a été élu en avril 2007. Le candidat CDU, Michael Fischer a obtenu 74,9 % des voix avec une participation de 36,7 % des électeurs.

### Héraldique
.

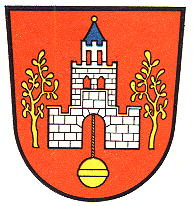
Armoiries d'Emstek

Sur un blason rouge, un château de couleur argentée, avec un toit pointu bleu et une boule en or suspendue. Deux arbres stylisés se situent de chaque côté du château (aubépine et tilleul). Sous l'entrée voûtée, pend au bout d'un fil une boule ornementée en or le "Desum-Knop".
Les armoiries font allusion au tribunal de Desum qui s'est tenu pendant des siècles sur le Desum, lieu-dit situé aux alentours d'Emstek. Les armoiries représentent les mêmes dessins que le sceau du tribunal dit du "Gogericht sur le Desum". Ce sceau a été fabriqué d'après l'arrêté des directives du tribunal de Vechta datant du 26 février 1578 et spécialement réalisé pour le tribunal de Desum. Ce sceau a été porté par le juge de l'archevêché de Münster.

## Hôpital
L'hôpital catholique Sankt Antonius Stift (Saint-Antoine) est aussi une clinique orthopédique et rhumatologique qui est connue bien au-delà de la ville d'Emstek. L'hôpital traite environ 2 000 patients stationnaires et environ 4 000 patients ambulants chaque année.

## Monuments et lieux touristiques

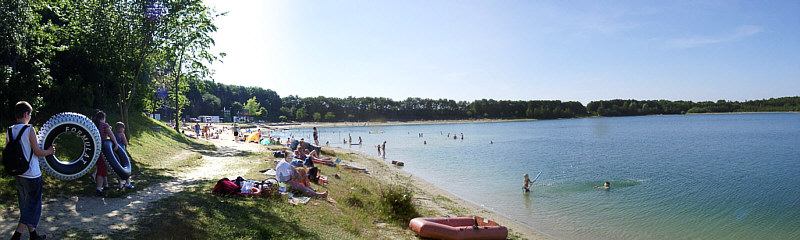
Le lac artificiel de Halen

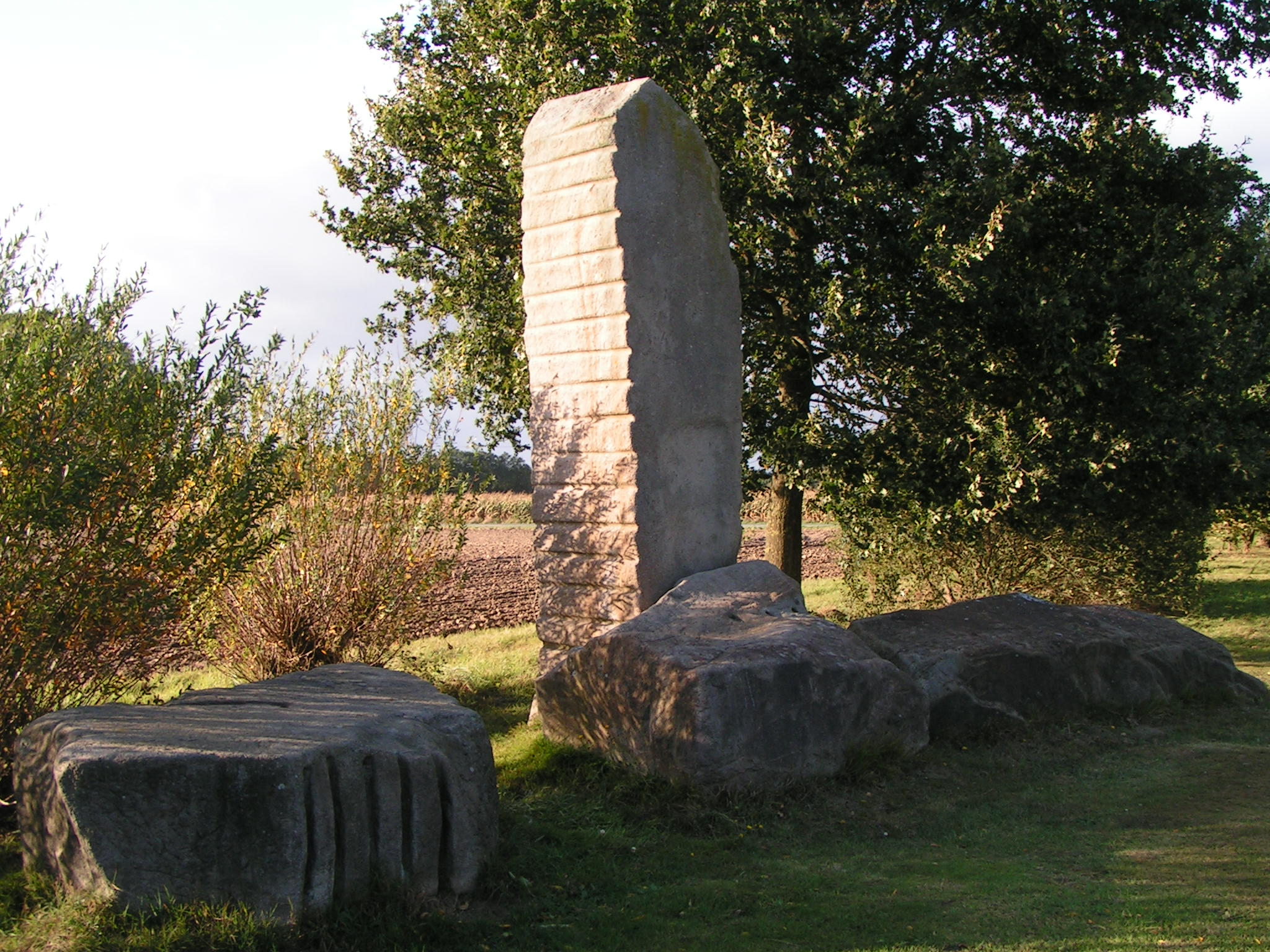
le tribunal de Desum

La commune d'Emstek possède plusieurs attractions touristiques entre autres le lac artificiel de Halen, la forêt vierge du "Baumweg", la rive gauche de la Lethe, les étangs piscicoles de Alhorn, le tribunal de Desum (de) et le moulin à eau de Gartherfeld.

## Sport
La ville possède une très bonne infrastructure sportive : piscine couverte, plusieurs terrains de football, plusieurs stades ainsi que plusieurs gymnases (dont un construit en 2010. Ce qui permet aux habitants et surtout aux écoles de la ville d'avoir un grand choix d'activités sportives. Nous en citons quelques-unes :
- football
- handball
- badminton
- boxe
- tennis
- gymnastique, etc.

Le club le plus important est le SV Emstek e.V.

## Économie et infrastructure
L'économie emstekoise se caractérise par la présence de petites et moyennes entreprises de pointe. Les branches les plus courantes sont les suivantes :
- industries de transformation de matériaux plastiques et de produits synthétiques
- métallurgie
- technique sanitaire et technique de ventilation
- technique environnementale
- industrie du bâtiment
- industrie électrique
- industrie agroalimentaire
- pépinières
- production de calcaire
- énergie alternative (éoliennes, panneaux photovoltaïques).

L'agriculture reste pourtant une activité déterminante de la commune. Les exploitations agricoles d'Emstek sont la base pour l'industrie alimentaire régionale.

### Ecopark
La zone industrielle et de recherche intercommunale Ecopark (de) se trouve sur la commune d'Emstek. Elle se situe à 200 mètres de l'autoroute A1, une des artères principales allemandes et à 50 mètres de la B72 (qui va jusqu'aux Pays-Bas). L'ecopark connaît un essor rapide grâce à cette situation privilégiée.

## Médias
- Münsterländische Tageszeitung (journal quotidien)
- Oldenburgische Volkszeitung (journal quotidien)
- Nordwest-Zeitung (journal quotidien)
- Cloppenburger Wochenblatt (journal distribué gratuitement à plus de 50 000 exemplaires)

## Personnalités
- Manfred Carstens (de) (né en 1943), ancien secrétaire d'état parlementaire auprès du ministère des finances, du ministère de l'intérieur et du ministère des transports.
- Franz-Josef Holzenkamp (de) (né en 1960), politicien CDU, membre du Bundestag.

## Particularités linguistiques
Dans cette région du Nord de l'Allemagne, vous serez salués à tout moment de la journée par Moin. Ceci n'étant pas une version courte ou péjorative de Guten Morgen mais plutôt un raccourci pour einen guten, ce qui signifie "un bon", "une bonne" .- (matinée, journée ou soirée). De ce fait, Moin est utilisé à n'importe quelle heure de la journée et est quasiment la seule façon de saluer utilisée dans la région. Ne soyez donc pas déçu lorsque l'on vous répondra à votre Guten Morgen par un Moin plutôt expéditif. Par ailleurs, le bas allemand (plattdeutsch) reste un dialecte très utilisé dans le Nord de l'Allemagne et celui-ci est toujours enseigné dans les écoles de la région.